# Cantonul La Grand-Combe
Cantonul La Grand-Combe este un canton din arondismentul Alès, departamentul Gard, regiunea Languedoc-Roussillon, Franța.

## Comune
- Branoux-les-Taillades
- La Grand-Combe (reședință)
- Lamelouze
- Laval-Pradel
- Les Salles-du-Gardon
- Sainte-Cécile-d'Andorge